# Чемпионат мира по трековым велогонкам 1912
Чемпионат мира по трековым велогонкам 1912 года прошёл с 30 августа по 4 сентября в Ньюарке (США).

## Общий медальный зачёт
| Место | Страна    | Золото | Серебро | Бронза | Всего |
| ----- | --------- | ------ | ------- | ------ | ----- |
| 1     | США       | 3      | 2       | 2      | 7     |
| 2     | Австралия | 0      | 1       | 0      | 1     |
| 3     | Франция   | 0      | 0       | 1      | 1     |
| Всего | Всего     | 3      | 3       | 3      | 9     |

## Медалисты
| Дисциплина                            | Золото            | Серебро        | Бронза             |
| Спринт 2 км Профессионалы             | Франк Крамер      | Альфред Гренда | Андре Першико      |
| Гонка за лидером 100 км Профессионалы | Джордж Вайли      | Элмер Коллинс  | Джеймс-Хенри Моран |
| Спринт 2 км Любители                  | Дональд Макдугалл | Гарри Кайзер   | Джеймс Дайвер      |